# Menhir du Tertre Gicquel
Der Menhir du Tertre Gicquel (auch Menhir de la Cohardais genannt) steht an der Straße D 1 südlich von Lusanger, bei Châteaubriant im Département Loire-Atlantique in Frankreich.
Der etwa 2,0 m hohe, 1,5 m breite und 1,0 m dicke Menhir aus Quarzsandstein ist leicht geneigt. Das Vorhandensein von verstreuten Blöcken am Boden zeigt, dass der Platz offenbar sehr gestört wurde.

## Zerstörung von Menhiren
Auf mehreren Konzilien wurde der Steinkult verdammt. Synodalbeschlüsse wie die von Arles (452), Tours (567), Nantes (658) und Mainz (743) warnten vor der Sünde, den Steinen zu opfern. Es wurde sogar mit Exkommunizierung gedroht. Auf dem Konzil von Nantes erfolgte die Weisung, die heidnischen Steine auszugraben und verschwinden zu lassen. Viele Steine wurden durch Priester zerstört, beschädigt oder vergraben.
Vor 1872 gab es in Lusanger einen weiteren etwa 3,0 m hohen und 2,5 m breiten Menhir. Auf Initiative von Abbé Jacques Cotteux (1835–1905) wurde er auf den Kalvarienberg in Louisfert gebracht. Ein erster Versuch, den Block zu versetzen, schlug 1872 fehl. Ein Jahr später wurde der Block mit einer Karre abtransportiert. Der Konvoi benutzte bis zu 20 Ochsen. Die 12 km lange Fahrt dauerte drei Wochen und war mit Zwischenfällen behaftet. Zweimal brachen die Räder.
Der Megalith wurde am südlichen Tor der Calvaire mégalithique (Louisfert) errichtet, wo heute die Büste des Pilgers Jacques de Compostela steht.
In der Nähe steht der 2,75 m hohe Pierre du Hochu.